# Port Leyden
Port Leyden és una població dels Estats Units a l'estat de Nova York. Segons el cens del 2000 tenia 665 habitants.

## Demografia
Segons el cens del 2000, Port Leyden tenia 665 habitants, 257 habitatges, i 169 famílies. La densitat de població era de 427,9 habitants per km².
Dels 257 habitatges en un 33,1% hi vivien nens de menys de 18 anys, en un 51% hi vivien parelles casades, en un 12,5% dones solteres, i en un 33,9% no eren unitats familiars. En el 30,7% dels habitatges hi vivien persones soles el 21% de les quals corresponia a persones de 65 anys o més que vivien soles. El nombre mitjà de persones vivint en cada habitatge era de 2,49 i el nombre mitjà de persones que vivien en cada família era de 3,08.
Per edats la població es repartia de la següent manera: un 27,1% tenia menys de 18 anys, un 7,4% entre 18 i 24, un 24,7% entre 25 i 44, un 21,8% de 45 a 60 i un 19,1% 65 anys o més.
L'edat mediana era de 37 anys. Per cada 100 dones de 18 o més anys hi havia 89,5 homes.
La renda mediana per habitatge era de 24.559 $ i la renda mediana per família de 30.781 $. Els homes tenien una renda mediana de 31.146 $ mentre que les dones 17.500 $. La renda per capita de la població era de 12.783 $. Entorn del 18% de les famílies i el 23,7% de la població estaven per davall del llindar de pobresa.